# انتخابات پارلمانی اسرائیل (سپتامبر ۲۰۱۹)
انتخابات پارلمانی اسرائیل (انگلیسی: September 2019 Israeli legislative election) به‌طور زودهنگام در ۱۷ سپتامبر ۲۰۱۹، به‌طور زودهنگام چند ماه پس از انتخابات آوریل، برگزار گردید تا ۱۲۰ عضو کنست انتخاب شوند.
در انتخابات آوریل، برای نخستین بار در تاریخ اسرائیل رهبر ائتلاف پیروز، بنیامین نتانیاهو، نتوانست دولت تشکیل دهد و بنابراین در ۳۰ ماه مه کنست حکم به انقضای خود و تجدید انتخابات داد. در نتیجه انتخابات حزب آبی و سفید به رهبری بنی گانتس با ۳۳ کرسی بیشترین تعداد کرسی را از آن خود کرد و حزب لیکود به رهبری نتانیاهو با از دست دادن ۷ کرسی به‌طور نسبی شکست خورد. فهرست ائتلافی احزاب عرب و نیز اسرائیل خانه ما به رهبری آویگدور لیبرمن موفق شدند کرسی‌های خود را افزایش دهند.